# Saison 2 de The Musketeers
Chronologie
Saison 1 Saison 3
Cet article présente le guide des épisodes de la deuxième saison de la série télévisée britannique The Musketeers.
Le 9 février 2014, la chaîne BBC One a commandé une deuxième saison pour 2015. Occupé par le tournage de Doctor Who, l'acteur Peter Capaldi ne reprend pas son rôle du Cardinal de Richelieu. Elle a été diffusée entre le 2 janvier 2015 et le 27 mars 2015 sur BBC One.

## Distribution
- Tom Burke : Athos
- Luke Pasqualino : D'Artagnan
- Santiago Cabrera : Aramis
- Howard Charles : Porthos
- Ryan Gage : Louis XIII
- Tamla Kari : Constance Bonacieux
- Maimie McCoy : Milady de Winter
- Alexandra Dowling : Anne d'Autriche
- Hugo Speer : Comte de Tréville
- Marc Warren : Comte de Rochefort

## Épisodes

### Épisode 1:Retour en grâce
- Royaume-Uni : 2 janvier 2015 sur BBC One
- France : 25 juillet 2015  sur TMC

- Dominic Mafham (VF : Olivier Destrez) : General De Foix
- Olivia Llewellyn : Lucie De Foix
- Andy Lucas : Alvarez

### Épisode 2:Caprice royal
- Royaume-Uni : 9 janvier 2015 sur BBC One
- France : 25 juillet 2015  sur TMC

- Charlotte Salt (VF : Laura Blanc) : Marguerite
- Stuart Bowman : Bruno Lemaitre
- Brian McCardie : Sebastian Lemaitre
- Micah Balfour (VF : Mohad Sanou) : Pierre Pepin
- Sandra Reid : Simone Pepin
- Christopher Fulford (VF : Stéphane Bazin) : Gus
- Chris Ryman : Antoine
- Anton Valensi : Didi

### Épisode 3:Le bon traître
- Royaume-Uni : 16 janvier 2015 sur BBC One
- France : 25 juillet 2015  sur TMC

- Charlotte Salt (VF : Laura Blanc) : Marguerite
- Ed Stoppard : Lemay
- Will Keen (VF : Gabriel Le Doze) : Perales
- Oliver Rix : Navas
- Colin Salmon : Tariq
- Antonia Thomas (VF : Pamela Ravassard) : Samara
- Finbar Lynch (VF : Bertrand Dingé) : Baltasar

### Épisode 4:La prophétesse
- Royaume-Uni : 30 janvier 2015 sur BBC One
- France : 25 juillet 2015  sur TMC

- Emma Lowndes (VF : Dorothée Pousséo) : Emilie
- Ellie Haddington : Josette
- John Harding : Allard
- Charlotte Salt (VF : Laura Blanc) : Marguerite
- Ed Stoppard : Lemay
- Will Keen (VF : Gabriel Le Doze) : Perales
- Oliver Rix : Navas

Constance découvre que la Reine et Aramis sont amants.
Tréville est déchu de ses fonctions de capitaine des mousquetaires

### Épisode 5:Notre seigneur et maître
- Royaume-Uni : 13 février 2015 sur BBC One
- France : 1er août 2015  sur TMC

- Marianne Oldham : Catherine
- Miles Anderson : Renard
- Linzey Cocker : Jeanne

### Épisode 6:L'éclipse funèbre
- Royaume-Uni : 20 février 2015 sur BBC One
- France : 1er août 2015  sur TMC

- Tristan Beint : Vicomte de la Prade
- Jessica Guise : Comtesse de Gagnon
- Nick Caldecott : Monsieur Fernel
- Nathan Wright (VF : Stéphane Fourreau) :  Robert
- Leo Gregory (VF : Patrick Béthune) : Marmion
- Charlotte Salt (VF : Laura Blanc) : Marguerite

### Épisode 7:Alliances et mésalliances
- Royaume-Uni : 27 février 2015 sur BBC One
- France : 1er août 2015  sur TMC

- Laurence Kennedy : Archbishop Jacqueme
- Perdita Weeks : Louise
- Nicholas Blane : Duc De Barville
- Charlotte Salt (VF : Laura Blanc) : Marguerite
- Ed Stoppard : Lemay

### Épisode 8:Le père prodigue
- Royaume-Uni : 6 mars 2015 sur BBC One
- France : 8 août 2015 sur TMC

- Liam Cunningham (VF : Jean-Louis Faure) : Belgard
- Emma Hamilton : Eleanor
- Steven Cree (VF : François Raison) : Levesque
- Ellie Bamber : Martine
- Phoebe Dynevor : Camille
- Ed Stoppard : Lemay

D'Artagnan et Constance sont officiellement en couple.

### Épisode 9:L'étau se resserre
- Royaume-Uni : 20 mars 2015 sur BBC One
- France : 8 août 2015 sur TMC

- Philip Rowson : Villefort
- Hara Yannas : Soeur Teresa Ben
- Charlotte Salt (VF : Laura Blanc) : Marguerite
- Ed Stoppard : Lemay
- Marianne Oldham : Catherine

### Épisode 10:Le triomphe de la justice
- Royaume-Uni : 27 mars 2015 sur BBC One
- France : 8 août 2015 sur TMC

- Philip Rowson : Villefort
- Charlotte Salt (VF : Laura Blanc) : Marguerite
- Peter Sullivan : Vargas